# Nemosoma cylindricolle
Nemosoma cylindricolle is een keversoort uit de familie schorsknaagkevers (Trogossitidae). De wetenschappelijke naam van de soort werd in 1930 gepubliceerd door Furssov.